# BrazilFW
BrazilFW Firewall & Router es una distribución del sistema operativo GNU/Linux que implementa un cortafuegos (o firewall) y puede realizar tareas avanzadas de ruteo y QoS, proporciona una interfaz web para administración, cuenta con agregados o funcionalidades extra llamados addons de fácil instalación.
BrazilFW tiene como objetivo ser un potente enrutador cortafuegos con altas funcionalidades extra, sin dejar de lado la simplicidad tanto en administración como en requerimientos de hardware. La imagen ISO puede ser descargada desde el foro del proyecto, tiene un tamaño de 4,5 megabytes, y puede ser grabada en un CD e instalada en cualquier PC. BrazilFW está en constante desarrollo y cuenta con soporte en tres idiomas: portugués, castellano e inglés.

## Requerimientos mínimos de sistema
- Procesador: 486
- RAM: 12 MB
- Disquetera
- Dos (2) tarjetas de red

## Agregados

### Network (monitoreo y administración)
- athsta - WebAdmin front-end
- athap - WebAdmin front-end
- bandwidthd - Monitor gráfico
- Cutter
- ettercap
- Iperf
- iptraf - Una utilidad de consola para el monitoreo de redes
- Comprobación de balance de carga (load balancing check)
- Natdet
- NetStrain - Una herramienta de comprobación de volumen de tráfico de red
- Nmap
- p0f
- RRD2STATS
- redialer-2.38 - Restablece conexión PPP al desconectarse, etc. Broken Link
- Simon 2.0 - Es un monitor en tiempo real del consumo del ancho de banda. Autor: Daniel R. Torres O. (aka: EL guapo Dan)
- tcpdump - Monitoreo de red por consola TCPDUMP
- toptools - Herramienta de monitoreo de sistema y red
- UPnP Permite a las computadoras descubrir y utilizar dispositivos de red
- watchdogip 1.0
- wavemon - Monitor para dispositivos inalámbricos
- Zebra

### Internet
- Actualización del IPUPDATE
- IpUpdate
- PoPToP (PPTP) - Servidor VPN
- openvpn - OpenVPN (Servidor VPN)
- sarg - Squid Analysis Report Generator (Generador de Reportes de Análisis Squid)
- squid - Proxy y caché Web
- DansGuardian - Redirector de squid premiado de filtración de contenido Web
- Tinyproxy
- Caché DNS en disco duro
- TCP Outgoing (redirección de páginas web's seleccionadas a distintas WAN's)

### Hardware
- ACPID - Soft Power Button Shut-Down
- HDPARM
- Addnic - Automáticamente detecta e instala módulos NIC compatibles.
- HardwareLister - Provee información detallada sobre el hardware.
- PCI Utilities - Muestra información detallada sobre todos los dispositivos PCI.

### Otros
- Cliente FTP
- msmtp - email sender:: apoyo para Gmail (STARTTLS/SSL)
- Hard Disc Beta (HDB)
- usbserial - Controlador para Módem USB (Vivo Zap e Tim)
- pure-ftpd - Servidor FTP
- Perl addon - Un complemento grande para BFW con Argento Series
- cative - Redireccionado temporario
- cative - Redireccionado temporario con autentificación
- Addon Samba
- keyboard - Layout config

### Mantenimiento
- aai => Automatic Addons Installer (Instalador automático de complementos)
- pkg.Installer
- Cliente SSH
- WebPutty
- mc - Midnight Commander (Norton Commander clone) console
- BFWupdater
- mkrrdmenu - Make RRD Menu automatically

## ArgentoQoS & ArgentoBridge
El QoS nativo y reglas del firewall, pueden ser reemplazadas por complementos más potentes y flexibles llamados ArgentoBridge y ArgentoQoS.

### ArgentoQoS
Realiza un control de calidad de servicio, dando prioridad a los diferentes servicios (VOIP, P2P, HTTP, FTP, etc.) sin importar la dirección IP solicitante. Las mejoras que trae ArgentoQoS están relacionadas con la gestión de calidad de servicio únicamente, la ventaja en relación con el QoS oficial es que posee siete niveles de control (contra tres que trae el QoS nativo que viene preinstalado en el sistema).
Actualmente (versión 1.1 en adelante) da calidad de servicio global e individual fusionando el ArgentoBridge y el ArgentoQoS en un solo producto.

### ArgentoBridge
Va entre ArgentoQoS y la red local y sirve para designar las tasas máximas y mínimas de subida/descarga en la conexión por dirección IP, rangos de direcciones IP, y subredes. Su principal característica es que trabaja de manera transparente, permitiendo un eficaz control de la red y de los usuarios, quitándole alguna carga al ArgentoQoS....

Argento qos y argento bridge fue creado por nachazo o Ignacio Martin Rodriguez Haberlin.
Perfil de Facebook:    https://www.facebook.com/share/cad6PSfkKia8vxg6/?mibextid=qi2Omg

Página web: https://www.arwifi.com.ar